# Сибія довгохвоста
Си́бія довгохвоста (Heterophasia picaoides) — вид горобцеподібних птахів родини Leiothrichidae. Мешкає в Гімалаях і Південно-Східній Азії.

## Опис

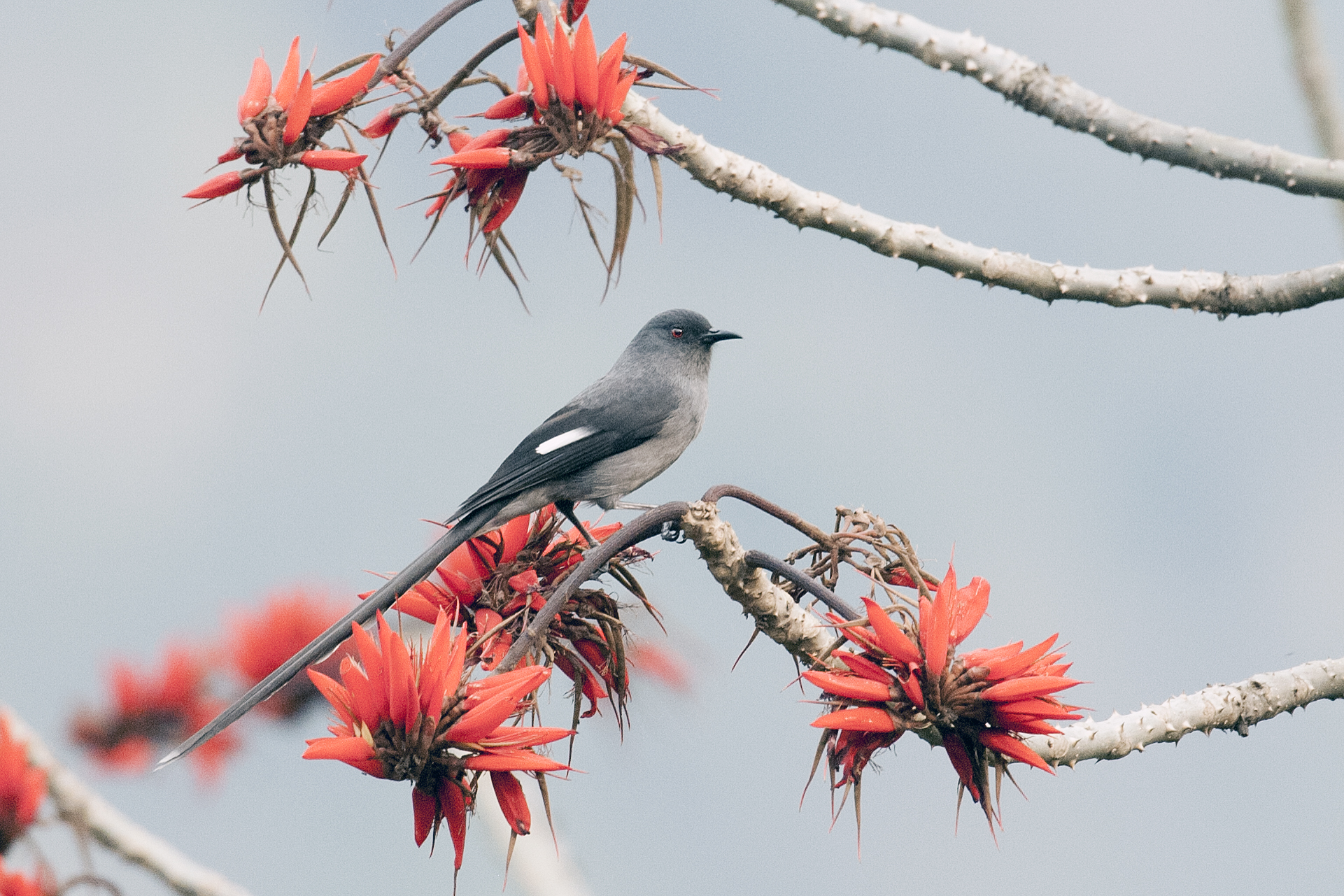
Довгохвоста сибія (Аруначал-Прадеш, Індія)

Довжина птаха становить 28-34,5 см. Забарвлення переважно сіре. Хвіст довгий, на кінці білий, на крилах білі плями. Очі червоні.

## Підвиди
Виділяють чотири підвиди:
- H. p. picaoides (Hodgson, 1839) — від центральних Гімалаїв до північної М'янми і північно-західного Юньнаню;
- H. p. cana (Riley, 1929) — від південно-західного Юньнаню до південної М'янми, північного Таїланду і північного Індокитаю;
- H. p. wrayi (Ogilvie-Grant, 1910) — Малайський півострів (від півночі Пераку до півдня Селангору і півночі Пахангу);
- H. p. simillima Salvadori, 1879 — західна Суматра.

## Поширення і екологія
Довгохвості сибії мешкають в Індії, Непалі, Бутані, Китаї, М'янмі, Таїланді, В'єтнамі, Лаосі, Малайзії та Індонезії. Вони живуть у вологих гірських і рівнинних тропічних лісах і чагарникових заростях. Живляться безхребетними, плодами, ягодами, квітками, насінням і нектаром. Сезон розмноження триває з лютого по серпень.